# Гранже, Жан-Пьер
Жан-Пьер Гранже (фр. Jean-Pierre Granger; 11 марта 1779, Париж — 1 декабря 1840, Париж) — французский художник, представитель ампира. 

## Биография
Сын стекольщика. В возрасте шести лет стал барабанщиком французской гвардии. Позже брал уроки рисования и гравирования у Жана-Батиста Реньо, а ещё четыре года спустя стал учеником Жака-Луи Давида.
В 1800 году выиграл Римскую премию первой степени за историческую картину «Антиох отправляет сына к Сципиону». Его однокурсник Жан Огюст Доминик Энгр, получивший Римскую премию второй степени, обвинил Гранже в том, что тот оказал влияние на жюри.
Выиграв премию, Гранже получил возможность отправиться в Рим за казённый счёт. Находясь в Риме, Гранже выполнял заказы Люсьена Бонапарта, младшего брата Наполеона, зарисовывая античные древности из его коллекции.
В 1812 году Гранже вернулся в Париж и до самой смерти ежегодно выставлялся на ежегодном Парижском салоне, в 1812, 1817 и 1820 годах был награждён медалями Салона.
Его дочь, Элеонора Пальмира (1819—1874), пианистка, вышла замуж за писателя Поля Мериса.
Скончался Гранже в 1840 году в Париже и был похоронен на кладбище Пер-Лашез.

## Галерея

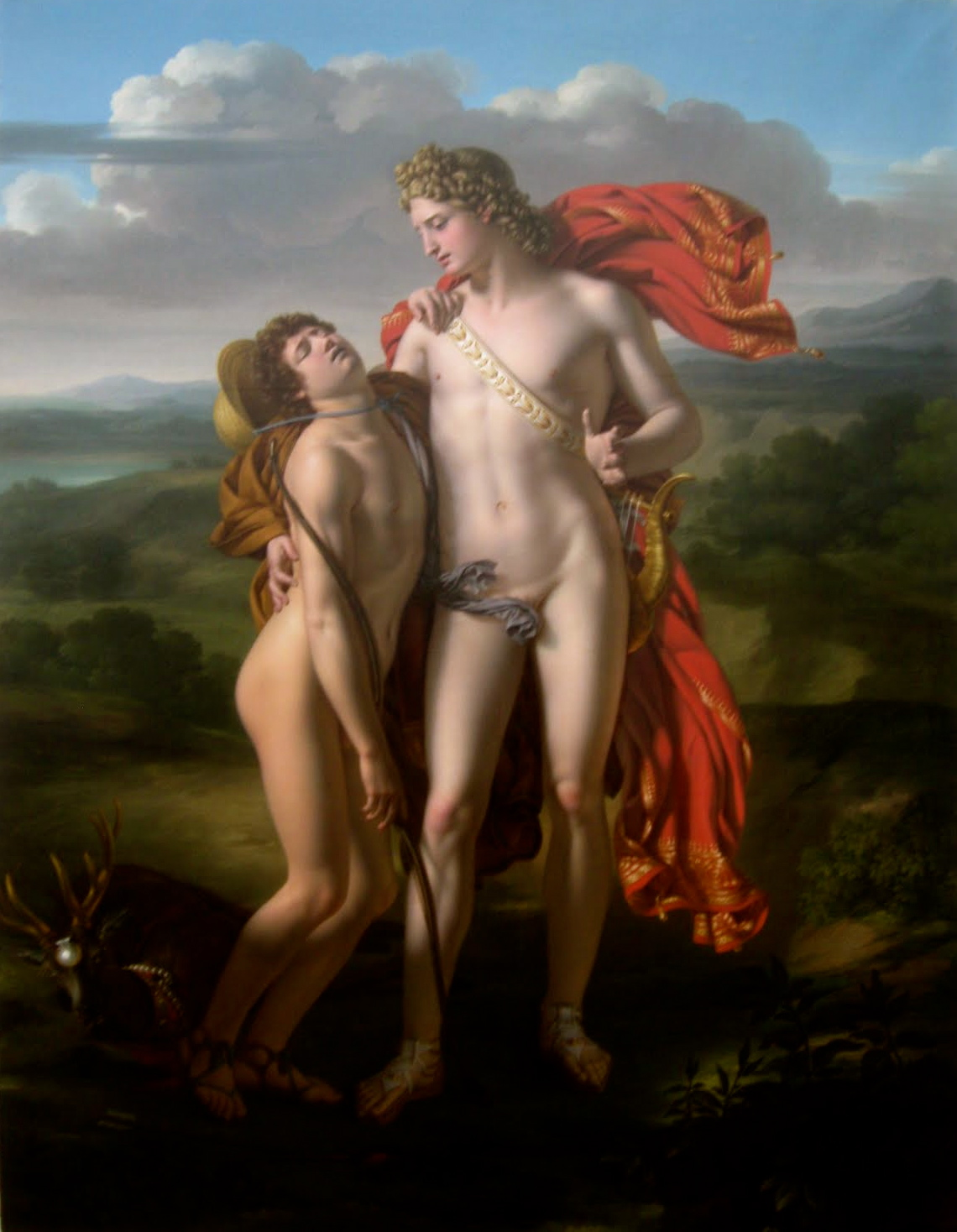
Аполлон и Кипарис
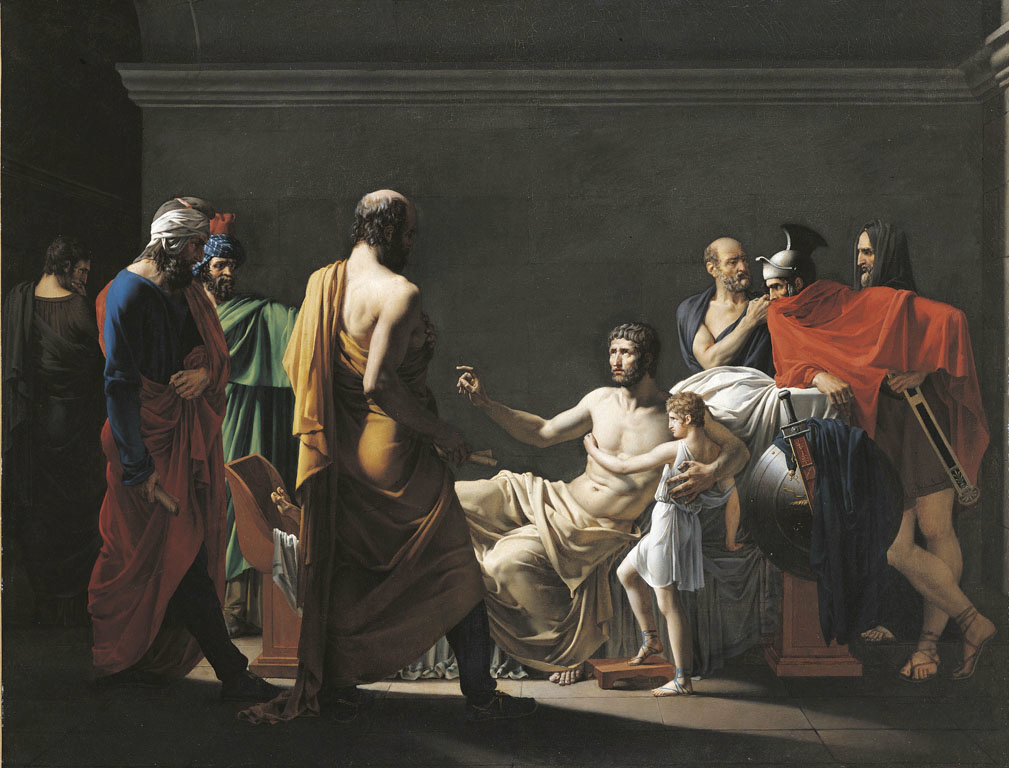
Антиох отправляет сына к Сципиону. 1800, Коллекция Национальной высшей школы изящных искусств, Париж.
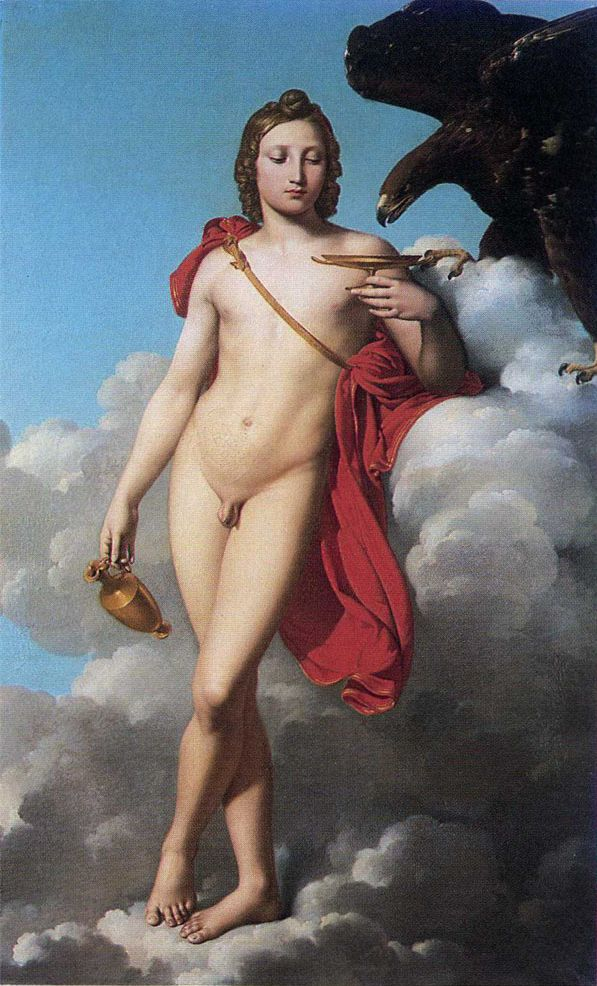
Ганимед